# 평균값 정리

(a, f(a))와 (b, f(b))의 연결선을 아래로 평행 이동하여 어떤 점 c에서의 접선을 얻을 수 있다.

미적분학에서 평균값 정리(平均-定理, 영어: mean value theorem, 약자 MVT)는 미분 가능 함수의 그래프의 할선과 평행하는 접선이 존재한다는 정리다. 롤의 정리로부터 유도되며, 테일러 정리를 비롯한 많은 확장이 존재한다. 미적분학의 기본 정리를 증명하는 데 쓰이며, 극값 · 고계 도함수 · 볼록 함수 · 역함수의 취급에도 응용된다.

## 정의

### 롤의 정리
연속 함수 {\displaystyle f\colon [a,b]\to \mathbb {R} }가 {\displaystyle (a,b)}에서 미분 가능 함수이며, 또한 {\displaystyle f(a)=f(b)}라고 하자. 그렇다면, {\displaystyle f'(c)=0}인 {\displaystyle c\in (a,b)}가 존재한다. 이를 롤의 정리라고 한다.

### 평균값 정리
연속 함수 {\displaystyle f\colon [a,b]\to \mathbb {R} }가 {\displaystyle (a,b)}에서 미분 가능 함수라고 하자. 그렇다면, 다음을 만족시키는 {\displaystyle c\in (a,b)}가 적어도 하나 존재한다.
{\displaystyle f'(c)={\frac {f(b)-f(a)}{b-a}}}
이를 평균값 정리라고 한다. 평균값 정리에 따라, 충분히 매끄러운 함수의 그래프 {\displaystyle t\mapsto (t,f(t))}에 대하여, 양 끝점을 잇는 직선과 평행하는 그래프의 접선이 존재한다. 롤의 정리는 평균값 정리에서 {\displaystyle f(a)=f(b)}인 특수한 경우이다.
증명:
함수 {\displaystyle g\colon [a,b]\to \mathbb {R} }를 다음과 같이 정의하자.
{\displaystyle g(x)=f(x)-f(a)-{\frac {f(b)-f(a)}{b-a}}(x-a)}
(즉, {\displaystyle g}는 {\displaystyle f}에서 {\displaystyle f}의 양 끝점을 잇는 직선을 뺀 차와 같다.) 그렇다면, {\displaystyle g}는 연속 함수이며, {\displaystyle (a,b)}에서 미분 가능하며,
{\displaystyle g(a)=g(b)=0}
이다. 롤의 정리에 따라, 다음을 만족시키는 {\displaystyle c\in (a,b)}가 존재한다.
{\displaystyle 0=g'(c)=f'(c)-{\frac {f(b)-f(a)}{b-a}}}

### 코시 평균값 정리

곡선의 시작과 끝을 잇는 직선과 평행하는 접선을 찾을 수 있다.

연속 함수 {\displaystyle f,g\colon [a,b]\to \mathbb {R} }가 {\displaystyle (a,b)}에서 미분 가능 함수라고 하자. 또한, {\displaystyle g'\neq 0}라고 하자. 그렇다면, 다음을 만족시키는 {\displaystyle c\in (a,b)}가 존재한다.
{\displaystyle {\frac {f'(c)}{g'(c)}}={\frac {f(b)-f(a)}{g(b)-g(a)}}}
이를 코시 평균값 정리(영어: Cauchy's mean value theorem) 또는 확장 평균값 정리(영어: extended mean value theorem)라고 한다. 기하학적으로, 코시 평균값 정리에 따르면, 충분히 매끄러운 단순 곡선 {\displaystyle t\mapsto (f(t),g(t))}이 임계점을 갖지 않는다면, 두 끝점을 잇는 직선과 평행하는 접선을 갖는다. 평균값 정리는 코시 평균값 정리에서 {\displaystyle g(x)=x}인 특수한 경우이다. 곡선이 임계점을 가질 수 있다면 반례가 존재한다. 예를 들어, 곡선
{\displaystyle [-1,1]\to \mathbb {R} ^{2}}
{\displaystyle t\mapsto (t^{3},1-t^{2})}
의 양 끝점 {\displaystyle (-1,0)}, {\displaystyle (1,0)}을 지나는 직선은 수평선이지만, 수평 접선은 존재하지 않는다.
증명:
다르부 정리에 따라, 임의의 {\displaystyle x\in [a,b]}에 대하여 {\displaystyle g'(x)>0}이거나, 임의의 {\displaystyle x\in [a,b]}에 대하여 {\displaystyle g'(x)<0}이다. 함수 {\displaystyle h\colon [a,b]\to \mathbb {R} }를 다음과 같이 정의하자.
{\displaystyle h(x)=f(x)-f(a)-{\frac {f(b)-f(a)}{g(b)-g(a)}}(g(x)-g(a))}
그렇다면, {\displaystyle h}는 연속 함수이며, {\displaystyle (a,b)}에서 미분 가능하며,
{\displaystyle h(a)=h(b)=0}
이다. 롤의 정리에 따라, 다음을 만족시키는 {\displaystyle c\in (a,b)}가 존재한다.
{\displaystyle 0=h'(c)=f'(c)-{\frac {f(b)-f(a)}{g(b)-g(a)}}g'(c)}

### 행렬식 평균값 정리
함수 {\displaystyle f,g,h\colon [a,b]\to \mathbb {R} }가 {\displaystyle [a,b]}에서 연속 함수, {\displaystyle (a,b)}에서 미분 가능 함수라고 하자. 그렇다면, 다음을 만족시키는 {\displaystyle x\in (a,b)}가 존재한다.
{\displaystyle {\begin{vmatrix}f'(x)&g'(x)&h'(x)\\f(a)&g(a)&h(a)\\f(b)&g(b)&h(b)\end{vmatrix}}=0}
코시 평균값 정리는 여기서 {\displaystyle h(x)=1}을 취한 특수한 경우이다.
증명:
함수
{\displaystyle D\colon [a,b]\to \mathbb {R} }
{\displaystyle D(x)={\begin{vmatrix}f(x)&g(x)&h(x)\\f(a)&g(a)&h(a)\\f(b)&g(b)&h(b)\end{vmatrix}}}
에 롤의 정리를 적용한다.

### 다변수 함수의 경우
임의의 볼록 열린집합 {\displaystyle U\subseteq \mathbb {R} ^{n}} 및 미분 가능 함수 {\displaystyle f\colon U\to \mathbb {R} } 및 점 {\displaystyle \mathbf {x} ,\mathbf {y} \in U}에 대하여, 다음을 만족시키는 {\displaystyle t_{0}\in (0,1)}가 존재한다.
{\displaystyle f(\mathbf {y} )-f(\mathbf {x} )=\nabla f((1-t_{0})\mathbf {x} +t_{0}\mathbf {y} )\cdot (\mathbf {y} -\mathbf {x} )}
(일변수 함수에 대한) 평균값 정리는 여기서 {\displaystyle n=1}을 취한 특수한 경우이다.
증명:
함수 {\displaystyle g\colon [0,1]\to \mathbb {R} }를 다음과 같이 정의하자.
{\displaystyle g(t)=f((1-t)\mathbf {x} +t\mathbf {y} )}
그렇다면, {\displaystyle g}는 미분 가능 함수이다. 평균값 정리에 따라, 다음을 만족시키는 {\displaystyle t_{0}\in (0,1)}가 존재한다.
{\displaystyle 0=g'(t_{0})=f'(g(t_{0}))\cdot (\mathbf {y} -\mathbf {x} )}

## 적분 평균값 정리

### 제1 적분 평균값 정리
임의의 연속 함수 {\displaystyle f\colon [a,b]\to \mathbb {R} }에 대하여, 다음을 만족시키는 {\displaystyle c\in (a,b)}가 존재한다.
{\displaystyle \int _{a}^{b}f(x)dx=f(c)(b-a)}
이에 따라, {\displaystyle f}의 그래프와 x축 사이의 영역의 넓이는 그래프의 한 점을 지나는 직선과 x축 사이의 직사각형의 넓이와 같다. 보다 일반적으로, 임의의 연속 함수 {\displaystyle f\colon [a,b]\to \mathbb {R} } 및 리만 적분 가능 함수 {\displaystyle g\colon [a,b]\to [0,\infty )} (또는 {\displaystyle g\colon [a,b]\to (-\infty ,0]})에 대하여, 다음을 만족시키는 {\displaystyle c\in (a,b)}가 존재한다.
{\displaystyle \int _{a}^{b}f(x)g(x)dx=f(c)\int _{a}^{b}g(x)dx}
이를 제1 적분 평균값 정리(영어: first mean value theorem for integrals)라고 한다. {\displaystyle c\in [a,b]}의 존재는 중간값 정리을 사용하여 쉽게 보일 수 있다. {\displaystyle g}가 연속 함수라고 가정하면 {\displaystyle c\in (a,b)}의 존재 역시 미적분학만으로 보일 수 있다. 이러한 가정이 없는 경우 약간의 실해석학이 필요하다.
증명:
편의상 {\displaystyle g\colon [a,b]\to [0,\infty )}라고 가정하자.
{\displaystyle m=\inf f\in \mathbb {R} }
{\displaystyle M=\sup f\in \mathbb {R} }
라고 하자. 임의의 {\displaystyle x\in [a,b]}에 대하여
{\displaystyle mg(x)\leq f(x)g(x)\leq Mg(x)}
이므로,
{\displaystyle m\int _{a}^{b}g(x)\,dx\leq \int _{a}^{b}f(x)g(x)\,dx\leq M\int _{a}^{b}g(x)dx}
이다. 만약
{\displaystyle \int _{a}^{b}g(x)\,dx=0}
이라면, 위 부등식에 따라
{\displaystyle \int _{a}^{b}f(x)g(x)\,dx=0}
이다. 이 경우 임의의 {\displaystyle c\in (a,b)}를 취한다. 만약
{\displaystyle \int _{a}^{b}g(x)\,dx\neq 0}
{\displaystyle m<{\frac {\displaystyle \int _{a}^{b}f(x)g(x)\,dx}{\displaystyle \int _{a}^{b}g(x)\,dx}}<M}
이라면, 중간값 정리에 따라 다음을 만족시키는 {\displaystyle c\in (a,b)}가 존재한다.
{\displaystyle f(c)={\frac {\displaystyle \int _{a}^{b}f(x)g(x)\,dx}{\displaystyle \int _{a}^{b}g(x)\,dx}}}
이제 나머지 경우를 증명하자. 편의상
{\displaystyle \int _{a}^{b}g(x)\,dx\neq 0}
{\displaystyle \int _{a}^{b}f(x)g(x)\,dx=M\int _{a}^{b}g(x)dx}
라고 가정하자. 항상 {\displaystyle f(x)g(x)\leq Mg(x)}이므로, 가정에 따라 거의 모든 {\displaystyle x\in [a,b]}에 대하여 {\displaystyle f(x)g(x)=Mg(x)}이다. 마찬가지로, 항상 {\displaystyle g(x)\geq 0}이므로, {\displaystyle g(x)>0}인 {\displaystyle x\in [a,b]}는 양의 르베그 측도의 집합을 이룬다. 마지막으로, 두 끝점 {\displaystyle a}와 {\displaystyle b}는 영집합을 이룬다. 따라서,
{\displaystyle f(x)g(x)=Mg(x)}
{\displaystyle g(x)>0}
{\displaystyle x\neq a,b}
인 {\displaystyle x\in [a,b]}의 집합은 양의 르베그 측도를 가지며, 특히 공집합이 아니다. 즉,
{\displaystyle f(c)=M={\frac {\displaystyle \int _{a}^{b}f(x)g(x)\,dx}{\displaystyle \int _{a}^{b}g(x)\,dx}}}
인 {\displaystyle c\in (a,b)}가 존재한다.

### 제2 적분 평균값 정리
제2 적분 평균값 정리(영어: second mean value theorem for integrals)에 따르면, 다음 세 명제가 성립한다.
- 임의의 증가함수 {\displaystyle f\colon [a,b]\to [0,\infty )} 및 리만 적분 가능 함수 {\displaystyle g\colon [a,b]\to \mathbb {R} }에 대하여, 다음을 만족시키는 {\displaystyle c\in [a,b]}가 존재한다.
{\displaystyle \int _{a}^{b}f(x)g(x)\,dx=f(b)\int _{c}^{b}g(x)\,dx}
- 임의의 감소함수 {\displaystyle f\colon [a,b]\to [0,\infty )} 및 리만 적분 가능 함수 {\displaystyle g\colon [a,b]\to \mathbb {R} }에 대하여, 다음을 만족시키는 {\displaystyle c\in [a,b]}가 존재한다.
{\displaystyle \int _{a}^{b}f(x)g(x)\,dx=f(a)\int _{a}^{c}g(x)\,dx}
- 임의의 단조함수 {\displaystyle f\colon [a,b]\to \mathbb {R} } 및 리만 적분 가능 함수 {\displaystyle g\colon [a,b]\to \mathbb {R} }에 대하여, 다음을 만족시키는 {\displaystyle c\in [a,b]}가 존재한다.
{\displaystyle \int _{a}^{b}f(x)g(x)\,dx=f(a)\int _{a}^{c}g(x)\,dx+f(b)\int _{c}^{b}g(x)\,dx}

첫 번째·두 번째 명제는 {\displaystyle f}가 음이 아닌 값을 갖는다고 가정한다. 세 번째 명제에서, {\displaystyle f}는 부호가 변화하는 함수일 수 있으며, 증가함수일 수도 감소함수일 수도 있다. 세 명제 모두 {\displaystyle g}에 대해서는 리만 적분 가능성밖에 가정하지 않는다. 제2 적분 평균값 정리의 증명 역시 중간값 정리를 사용한다. 이를 위해서는 적분 값의 상계와 하계를 주는 부등식을 증명해야 하는데, 만약 {\displaystyle g}가 음이 아닌 실수 값을 갖는다면 이는 자명하다. 만약 {\displaystyle g}의 연속성과 {\displaystyle f}의 1차 연속 미분 가능성을 가정하면, 부분 적분을 사용할 수 있다. 일반적인 경우는 더 복잡하며, 리만 적분을 유한합의 극한으로 전개한 뒤 아벨 변환을 가한다.
증명:
임의의 감소함수 {\displaystyle f\colon [a,b]\to [0,\infty )}에 대하여, {\displaystyle f_{1}\colon [a,b]\to [0,\infty )}, {\displaystyle f_{1}(x)=f(a+b-x)}는 증가함수이다. 임의의 증가함수 {\displaystyle f\colon [a,b]\to \mathbb {R} }에 대하여, {\displaystyle f_{2}\colon [a,b]\to [0,\infty )}, {\displaystyle f_{2}(x)=f(x)-f(a)}는 증가함수이며, 음이 아닌 값을 갖는다. 임의의 감소함수 {\displaystyle f\colon [a,b]\to \mathbb {R} }에 대하여, {\displaystyle f_{3}\colon [a,b]\to [0,\infty )}, {\displaystyle f_{3}(x)=f(x)-f(b)}는 감소함수이며, 음이 아닌 값을 갖는다. 따라서, 첫 번째 명제를 증명하는 것으로 족하다.
증가함수 {\displaystyle f\colon [a,b]\to [0,\infty )} 및 리만 적분 가능 함수 {\displaystyle g\colon [a,b]\to \mathbb {R} }가 주어졌다고 하자. 그렇다면, {\displaystyle f} 역시 리만 적분 가능하며, {\displaystyle g}는 유계 함수이다. 따라서, 임의의 구간 분할
{\displaystyle P=(x_{0}^{P},x_{1}^{P},\dots ,x_{n_{P}}^{P})\in \operatorname {part} ([a,b])}
{\displaystyle a=x_{0}^{P}<x_{1}^{P}<\cdots <x_{n_{P}}^{P}=b}
에 대하여,
{\displaystyle {\begin{aligned}\left|\sum _{i=1}^{n_{P}}\int _{x_{i-1}^{P}}^{x_{i}^{P}}(f(x)-f(x_{i}^{P}))g(x)\,dx\right|&\leq (\sup |g|)\cdot \left(\sum _{i=1}^{n_{P}}\left(\sup _{x\in [x_{i-1}^{P},x_{i}^{P}]}f(x)\right)(x_{i}^{P}-x_{i-1}^{P})-\sum _{i=1}^{n_{P}}\left(\inf _{x\in [x_{i-1}^{P},x_{i}^{P}]}f(x)\right)(x_{i}^{P}-x_{i-1}^{P})\right)\\&\to (\sup |g|)\cdot \left({\mathcal {U}}\int _{a}^{b}f(x)\,dx-{\mathcal {L}}\int _{a}^{b}f(x)\,dx\right)\qquad (P\in \operatorname {part} ([a,b]))\\&=0\end{aligned}}}
이다. (여기서
{\displaystyle {\mathcal {U}}\int _{a}^{b}}
{\displaystyle {\mathcal {L}}\int _{a}^{b}}
는 리만 상적분·리만 하적분이다. {\displaystyle f}는 리만 적분 가능하므로 상적분과 하적분이 같다.)
{\displaystyle h\colon [a,b]\to \mathbb {R} }
{\displaystyle h(x)=\int _{x}^{b}g(t)\,dt}
라고 하자. 제1 미적분학의 기본 정리에 의하여, {\displaystyle h}는 연속 함수다.
{\displaystyle m=\inf h\in \mathbb {R} }
{\displaystyle M=\sup h\in \mathbb {R} }
라고 하자. 이제, 아벨 변환을 통하여 적분의 상계와 하계를 다음과 같이 구할 수 있다.
{\displaystyle {\begin{aligned}\int _{a}^{b}f(x)g(x)\,dx&=\lim _{P\in \operatorname {part} ([a,b])}\sum _{i=1}^{n_{P}}\int _{x_{i-1}^{P}}^{x_{i}^{P}}f(x)g(x)\,dx\\&=\lim _{P\in \operatorname {part} ([a,b])}\sum _{i=1}^{n_{P}}f(x_{i}^{P})\int _{x_{i-1}^{P}}^{x_{i}^{P}}g(x)\,dx\\&=\lim _{P\in \operatorname {part} ([a,b])}\sum _{i=1}^{n_{P}}f(x_{i}^{P})(h(x_{i-1}^{P})-h(x_{i}^{P}))\\&=\lim _{P\in \operatorname {part} ([a,b])}\left(f(b)(h(a)-h(b))+\sum _{i=1}^{n_{P}-1}(f(x_{i}^{P})-f(x_{i+1}^{P}))(h(a)-h(x_{i}^{P})\right)\\&=\lim _{P\in \operatorname {part} ([a,b])}\left(f(b)h(a)+h(a)\sum _{i=1}^{n_{P}-1}(f(x_{i}^{P})-f(x_{i+1}^{P}))+\sum _{i=1}^{n_{P}-1}(f(x_{i+1}^{P})-f(x_{i}^{P}))h(x_{i}^{P})\right)\\&=\lim _{P\in \operatorname {part} ([a,b])}\left(f(x_{1})h(a)+\sum _{i=1}^{n_{P}-1}(f(x_{i+1}^{P})-f(x_{i}^{P}))h(x_{i}^{P})\right)\\&\geq \lim _{P\in \operatorname {part} ([a,b])}\left(mf(x_{1})+m\sum _{i=1}^{n_{P}-1}(f(x_{i+1}^{P})-f(x_{i}^{P}))\right)\\&=mf(b)\end{aligned}}}
{\displaystyle {\begin{aligned}\int _{a}^{b}f(x)g(x)\,dx&=\lim _{P\in \operatorname {part} ([a,b])}\left(f(x_{1})h(a)+\sum _{i=1}^{n_{P}-1}(f(x_{i+1}^{P})-f(x_{i}^{P}))h(x_{i}^{P})\right)\\&\leq \lim _{P\in \operatorname {part} ([a,b])}\left(Mf(x_{1})+M\sum _{i=1}^{n_{P}-1}(f(x_{i+1}^{P})-f(x_{i}^{P}))\right)\\&=Mf(b)\end{aligned}}}
중간값 정리에 따라, 다음을 만족시키는 {\displaystyle c\in [a,b]}가 존재한다.
{\displaystyle \int _{a}^{b}f(x)g(x)\,dx=h(c)f(b)=f(b)\int _{c}^{b}g(x)\,dx}

### 복소 적분 형태
복소평면 상에서 어떤 점 {\displaystyle z_{0}}을 중심으로 하는 반지름 {\displaystyle r}인 원 내에서 정칙인 함수 {\displaystyle f}에 대하여,
{\displaystyle f(z_{0})={\frac {1}{2\pi }}\int _{0}^{2\pi }f(z_{0}+re^{it})dt} 가 성립한다. 이것을 가우스의 평균값 정리라고 한다.
증명:
코시의 적분공식에서 폐곡선을 원으로 취하면 즉시 얻을 수 있다.
{\displaystyle f(z)=u(z)+iv(z)}일 때, 양변에 실수부를 취한 다음 형태는 조화함수에 대한 가우스의 평균값 정리라고 한다.
{\displaystyle u(z_{0})={\frac {1}{2\pi }}\int _{0}^{2\pi }u(z_{0}+re^{it})dt}

## 응용
다음은 평균값 정리로부터 간단히 유도되는 몇 가지 명제들이다.
- 구간 {\displaystyle I}에 정의된 실수값함수 {\displaystyle f}가 만약 {\displaystyle I}에서 연속, {\displaystyle I}의 내부에서 미분 가능하며 항상 {\displaystyle f'(x)=0}이라면, {\displaystyle f}는 {\displaystyle I}에서 상수함수이다.
- {\displaystyle f,g\colon I\to \mathbb {R} }가 만약 {\displaystyle I}에서 연속, 내부에선 항상 {\displaystyle f'(x)=g'(x)}라면, {\displaystyle f,g}는 {\displaystyle I}에서 상수 차이이다.
- {\displaystyle f\colon I\to \mathbb {R} }가 만약 {\displaystyle I}에서 연속, 내부에선 항상 {\displaystyle f'(x)\geq 0}이라면, {\displaystyle f}는 {\displaystyle I}에서 단조증가한다.

이들의 증명은 서로 비슷하다. 다음은 첫 번째 명제의 증명이다. {\displaystyle I} 내부의 임의의 두 점 {\displaystyle a<b}에 대해, {\displaystyle f}는 {\displaystyle [a,b]}에서 평균값 정리의 전제를 만족한다. 따라서 다음을 만족하는 {\displaystyle c\in (a,b)}가 존재한다.
{\displaystyle 0=f'(c)={\frac {f(b)-f(a)}{b-a}}}
즉 {\displaystyle f(a)=f(b)}. 이로써 {\displaystyle f}는 {\displaystyle I} 내부에서 상수이다. 연속성에 의해 {\displaystyle I} 전체에서 상수다.

## 역사
이 정리의 최초의 입안자는 인도의 바타세리 파라메슈바라(Vatasseri Parameshvara)로 기록되어 있으며 처음으로 공식화한 사람은 오귀스탱 루이 코시이다.

## 같이 보기
- 조화 함수
- 테일러 급수

## 참고 문헌
- 고석구, 『복소해석학개론(2판)』, 경문사, 2005
- 김락중; 박종안; 이춘호; 최규흥 (2007). 《해석학 입문》 3판. 경문사. ISBN 978-8-96-105054-8.
- Robert G. Bartle, 『실해석학개론(3판)』, 범한서적주식회사, 2006
- James Stewart (2009). 《Calculus(Metric International Version, 6th Edition)》. Brooks/Cole, Cengage Learning. ISBN 0-495-38362-7.